# Melastoma saigonense
Melastoma saigonense är en tvåhjärtbladig växtart som först beskrevs av Carl Ernst Otto Kuntze, och fick sitt nu gällande namn av Elmer Drew Merrill. Melastoma saigonense ingår i släktet Melastoma och familjen Melastomataceae. Inga underarter finns listade i Catalogue of Life.